# Luka van de Poel
Luka van de Poel (Heerlen, 1994) is een Nederlands drummer en zanger. Hij is vooral bekend van de Limburgse psychedelische bluesrockband DeWolff, waarin ook zijn broer Pablo van de Poel actief is.

## Biografie
Luka groeide met zijn oudere broer Pablo en jongere broer Vince op in Geleen. Vader Van de Poel draaide vaak muziek uit de jaren 60 en 70 van de twintigste eeuw zoals The Doors, Jimi Hendrix, Deep Purple en Cream en zong daarnaast in een coverband met muziek uit de sixties. De muzikale voorkeur van hun vader zou van duidelijke invloed blijken op de muziekstijl die Pablo, Luka en hun jongere broer Vince (die net als Luka drumt) later zelf ten gehore zouden brengen.
Luka begint met drummen als hij acht jaar is. In 2007 richt hij samen met zijn broer Pablo (gitaar en zang) en Robin Piso (toetsen) de psychedelische rockband DeWolff op. In juli 2008 wint de band de landelijke finale van Kunstbende en in september van dat jaar komt hun eerste EP uit. In januari 2009 treedt de DeWolff op in Paradiso. Er volgen vele optredens in Nederland en vanaf 2010 ook in de rest van Europa.
Na het behalen van zijn vwo-diploma studeert Van de Poel vanaf 2013 drums aan het Conservatorium van Amsterdam, waar hij in 2017 afstudeert. Tijdens zijn studie blijft Luka actief bij DeWolff en richt daarnaast een andere band op, de Akula Rhythm Band, waarin Van de Poel zijn passie voor afrobeat kwijt kan.

## Onderscheiding
Op 11 februari 2019 wint Van de Poel met DeWolff een Edison in de categorie 'rock' voor hun album Thrust.